# Bures-les-Monts

Bures-les-Monts este o comună în departamentul Calvados, Franța. În 1 ianuarie 2018 avea o populație de 146 de locuitori.